# Нижній Клатов
Нижній Кла́тов, Ніжни Клатов (словац. Nižný Klátov) — село в окрузі Кошиці-околиця Кошицького краю Словаччини. Площа села 5,99 км². Станом на 31 грудня 2016 року в селі проживало 798 жителів.

## Історія
Перші згадки про село датуються 1317 роком.

## Географія
Протікають Миславський потік і Врбіца.

## Населення
| Рік:            | 1994. | 2004.   | 2014.    | 2024.    |
| --------------- | ----- | ------- | -------- | -------- |
| Кількість осіб: | 589   | 636     | 780      | 941      |
| Різниця:        |       | +7,97 % | +22,64 % | +20,64 % |

| Рік:            | 2023. | 2024.   |
| --------------- | ----- | ------- |
| Кількість осіб: | 914   | 941     |
| Різниця:        |       | +2,95 % |